# Pie operaie di San Giuseppe
Le Pie Operaie di San Giuseppe (sigla P.O.S.G.) sono un istituto religioso femminile di diritto pontificio.

## Storia
Originaria di Firenze, Madre Agnese Tribbioli indossò l'abito da suora il 23 gennaio 1901 nella città natale professando i voti nell'istituto del «Patrocinio di San Giuseppe», un'opera fondata nel 1882 da Emma Rosadi. 

Dopo 16 anni di permanenza ritenne che l'opera non fosse più il luogo adatto dove esperire la sua vocazione religiosa: il 4 agosto 1917 uscì dall'istituto e si diede a vivere autonomamente la propria vocazione.

Il cugino Paolino Tribbioli, vescovo di Imola dal 1913, le suggerì di attraversare le montagne e di stabilirsi nell'Appennino imolese. Nel 1919 Agnese riunì alcune antiche compagne e allieve a Castel del Rio, nell'alta valle del Santerno, dove formò il primo nucleo della nuova congregazione. Nell'ottobre 1922 venne aperta una casa di noviziato a Belvedere di Castel del Rio. Da allora è considerata la Casa Madre. Nel 1927 tutte le sorelle, nove all'epoca, si riunirono a Belvedere. Il 29 giugno di quell'anno ricevettero la visita del vescovo Tribbioli, che benedì la casa e approvò il nome di «Pie Operaie di San Giuseppe». L'anno seguente furono aperte nuove case a Pistoia ed a Sesto Imolese, nella campagna d'Imola. 
Nel 1933 avvenne un fatto inaspettato: si verificò la riunificazione con le suore del Patrocinio di San Giuseppe, anziane e in costante diminuzione. L'evento fu celebrato l'8 maggio di quell'anno.
Il 22 settembre 1938 si tenne a Castel del Rio il primo capitolo generale, presieduto dal vescovo Tribbioli. Madre Maria Agnese fu eletta superiora generale.

L'istituto ottenne l'approvazione pontificia il 31 gennaio 1962.

## Attività e diffusione
Le suore si dedicano all'apostolato parrocchiale, all'istruzione e all'educazione dell'infanzia e della gioventù, ad attività assistenziali e sociali in favore di orfani, anziani, carcerati e famiglie disagiate, alle missioni.
Oltre che in Italia, sono presenti in Brasile, India e Romania; la sede generalizia è a Firenze.
Alla fine del 2015 l'istituto contava 80 religiose in 24 case.
Dal 2019 la Madre superiora della congregazione è madre Luigina di Maria Immacolata, al secolo Caterina Lacancellera. Il 30 luglio 2025 è stata confermata superiora generale fino al 2031.